# Cephaloleia subdepressa
Cephaloleia subdepressa es un coleóptero de la familia Chrysomelidae.
Fue descrita científicamente en 1878 por Baly.